# Ar-Raqqa (provins)

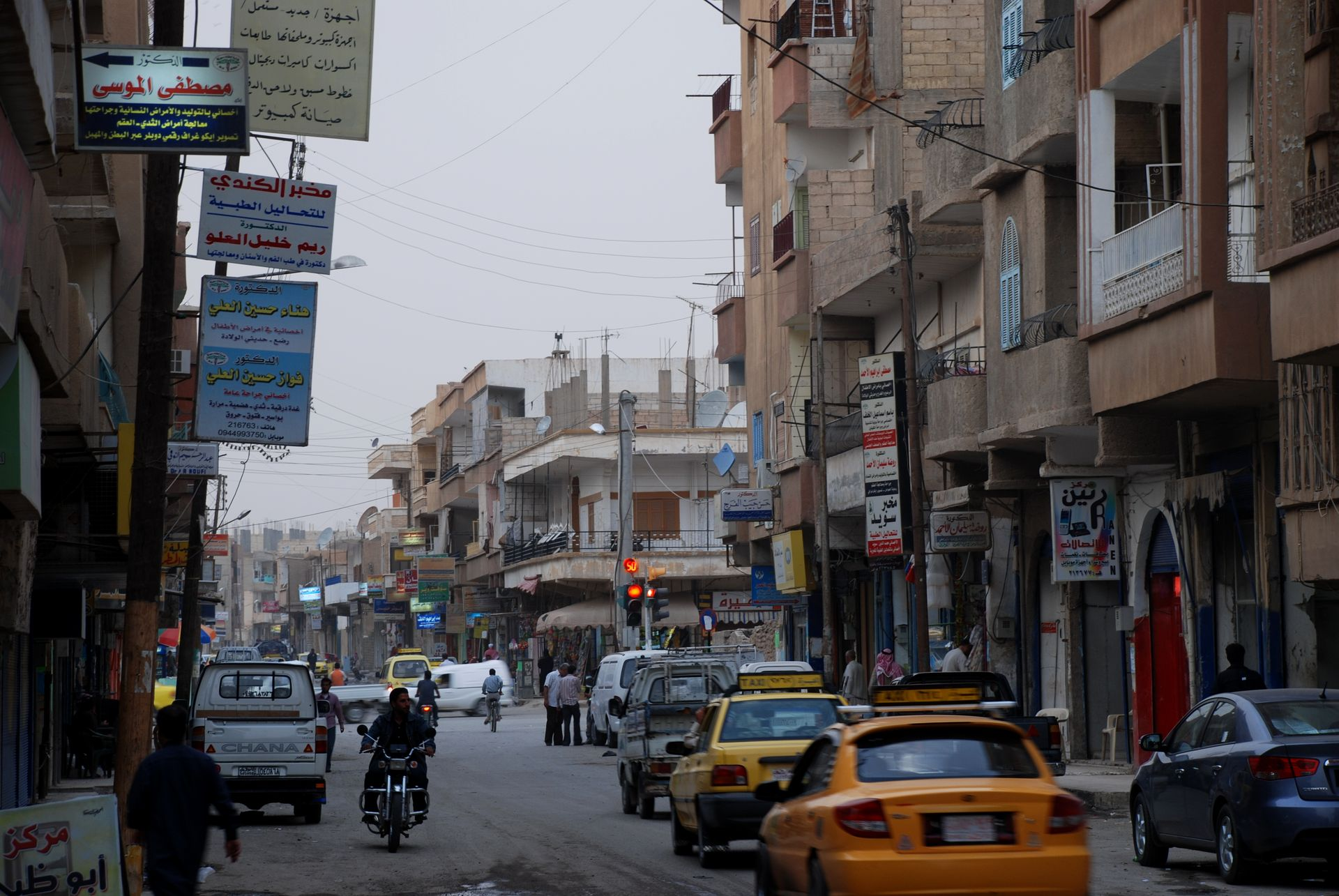
Huvudorten ar-Raqqa, 2009.

ar-Raqqa, eller al-Raqqa, (arabiska: الرقة) är en provins i norra Syrien, med gräns mot Turkiet i norr. Den administrativa huvudorten är ar-Raqqa. Befolkningen uppgick till 876 000 invånare i slutet av 2008, på en yta av 19 618 kvadratkilometer.

## Administrativ indelning
Provinsen är indelad i tre distrikt, mintaqa:
- ar-Raqqa
- Tall Abyad
- ath-Thawra